# Sarah Riani
Sarah Riani (* 8. August 1983 in Lyon) ist eine französische Sängerin.

## Biografie
Die Tochter einer aus Algerien stammenden Mutter und eines aus Marokko stammenden Vaters, wurde in Lyon geboren. 2005 nahm sie an der dritten Staffel der Gesangscastingshow Nouvelle Star teil und schaffte es in die Liveshows. Letztendlich erreichte sie den 7. Platz.
Im Jahr 2007 unterschrieb sie einen Vertrag beim Musiklabel Bombattak Recordz und nahm mehrere Titel auf, darunter Intouchable und Miroir miroir, der 2008 zu einem Erfolg im Internet wurde. Daraufhin lud sie 2008 der Rapper Brasco ein, mit ihr im Duett zu seiner Single D'une blessure à l'autre zu singen. Auch dieser Clip wurde zu einem Interneterfolg. Ebenfalls 2008, erschien das Duett S'il ne me restait von ihr mit El Matador, das auf seinem neuen Album Au clair du bitume Platz fand.
2009 steuerte Sarah Riani zum Originalsoundtrack des Films Banlieue 13 - Ultimatum von Luc Besson den Titel Confidence bei.
Im Jahr 2010 erschien Intouchable als Single beim Label Polydor. Auf der Single befindet sich mit Tout était écrit ein weiterer Titel. Die Single erreichte Platz 6 der französischen Singlecharts. Sarah Riani sang im gleichen Jahr bei der Charitysingle 1 Geste pour Haïti chérie zusammen mit vielen weiteren Musikern (u. a. Charles Aznavour). Im gleichen Jahr sang sie mit Marc Antoine auf dessen Einladung mit ihm zu dessen Single Remonter le temps im Duett.
2012 sang sie zusammen mit dem Rapper Soprano und R.E.D.K die Single Le temps d'une pause.
Im Jahr 2013 wurde Riani zusammen mit Sheryfa Luna von Kenza Farah zur Radiosendung Planet Rap auf Skyrock eingeladen, wo sie zusammen mit Kamelancien den Titel Sans toi sang, der auf dessen Album Coupé du monde erschien. Im gleichen Jahr unterzeichnete sie beim Label Believe einen Plattenvertrag für ein Album, welches im darauffolgenden Jahr erscheinen sollte. Ende 2013 wurde sie bei den Melty Future Awards in der Kategorie Coming soon nominiert.
Im Dezember 2014 brachte Riani ihre EP Encore là heraus, die die Titel L'étranger, Encore là und Le mal des mots umfasst.
Im Frühjahr 2015 erschien ihr Album DarkEnCiel zusammen mit der ersten Singleauskopplung Comme toi aus ihrem Album.

## Diskografie

### Alben und EP
- 2010 : Intouchable (EP)
- 2014 : Encore là (EP)
- 2015 : DarkEnCiel

### Singles
| Jahr | Titel                                   | Platzierung |
| Jahr | Titel                                   | Frankreich  |
| ---- | --------------------------------------- | ----------- |
| 2010 | Intouchable                             | 6           |
| 2011 | Paranoiak                               |             |
| 2011 | Mon Cœur Me Bat                         |             |
| 2014 | Des Hommes et des Femmes featuring LECK |             |
| 2014 | L'étranger                              | 73          |
| 2015 | Comme toi                               |             |

### Als Gastmusikerin
- 2008 : Brasco featuring Sarah Riani : D'une blessure à l'autre.
- 2008 : El Matador featuring Sarah Riani : S'il ne me restait.
- 2010 : Kollektiv aus 75 Künstlern : 1 Geste pour Haïti chérie.
- 2010 : Marc Antoine featuring Sarah Riani : Remonter le temps.
- 2012 : Soprano und R.E.D.K featuring Sarah Riani : Le temps d'une pause.
- 2013 : Kamelancien featuring Sarah Riani : Sans toi.